# クィントゥス・ファビウス・マクシムス・グルゲス (紀元前292年の執政官)
クィントゥス・ファビウス・マクシムス・グルゲス（ラテン語: Quintus Fabius Maximus Gurges）は、共和政ローマの政治家で軍人。紀元前292年と紀元前276年に執政官（コンスル）を務めた。

## 経歴
紀元前295年、上級按察官（アエディリス・クルリス）に就任。ある高貴な生まれの婦人たちに、その無秩序な生活に対して罰金を科した。その罰金の収益によって、キルクス・マクシムスの近くにウェヌスへ捧げられた神殿を建てた。

### 最初のコンスルシップ
紀元前292年、グルゲスは執政官に就任し、レガトゥス（軍団長）である父ルリアヌスとともに働いた。彼のサムニウム人のペントリ族に対する戦いはどちらの側にも勝利のないまま終わったが、2度目の戦いでこの執政官は彼の名声を取り戻した。彼はいくつかのサムニウムの町に攻め込み、そして凱旋式によって報われた。それは、グルゲスの戦車に騎乗の老ルリアヌスが随伴するという素晴らしいものであった。

### プロコンスルシップ
翌紀元前291年も、グルゲスはプロコンスル（前執政官）としてインペリウム（軍事指揮権）を保持し、対サムニウム戦を継続した。ローマの伝承によると、グルゲスはコミニウムを包囲していたが、そのとき執政官のルキウス・ポストゥミウス・メゲッルスは、彼の指揮権を剥奪してその軍を自らの指揮下においた。凱旋式のファスティでは、凱旋式を実施したのはプロコンスル時代の紀元前291年とされている。

### ケンソル
紀元前289年にはケンソル（監察官）に就任したと思われる。成年人口272,000人であった。

### 二度目のコンスルシップ
紀元前276年、彼は二度目の執政官就任を果たし、そしてサムニウムとブルティウムでの勝利を讃えた二度目の凱旋式を得た。紀元前273年、彼は特派使節としてローマからエジプト王プトレマイオス・ピラデルポスのもとへ赴いた。ファビウスと彼の同僚はローマへの帰還に伴い、エジプトの君主から受け取った贈り物を公庫に預けたが、元老院は彼らが保管するよう命じた。

## 家族
グルゲスはクィントゥス・ファビウス・マクシムス・ルリアヌスの息子で、プリンケプス・セナトゥス（筆頭元老院議員）として父の後を継いだ。同名の子は前265年の執政官であった。